# Toepolev ANT-16
De Toepolev ANT-16 (TB-4; Russisch:Туполев АНТ-16/TБ-4) was een experimentele zware bommenwerper die begin jaren dertig in de Sovjet-Unie werd gebouwd.

## Ontwikkeling
De TB-4 was een doorontwikkeling van de Toepolev TB-3 met een grotere romp en spanwijdte, en had twee bommenruimen van 5 bij 1,8 bij 1,8 meter. Het toestel had zes motoren. Twee motoren bevonden zich in een gondel, die was voorzien van een trek- en duwpropeller. Deze gondel was met behulp van een pyloon boven op de romp gemonteerd. Het eerste TB-4-prototype vloog op 3 juli 1933. Toen het testvluchtprogramma op 29 september was voltooid, kwam een aantal gebreken aan het licht, waaronder het ontoereikende vermogen dat de bovenop gemonteerde motoren verschaften. Daarnaast werd duidelijk dat de twee meter dikke vleugel het grootste deel van het vermogen absorbeerde dat door de op de vleugels gemonteerde motoren werd geleverd. Bijgevolg ging de TB-4 niet in productie en werd de bouw van een tweede TB-4-prototype stopgezet. De onderdelen van het toestel werden gebruikt bij de constructie van de ANT-20 Maksim Gorkii.
Bommenwerpers: TB-1 · TB-3 · Tu-2 · Tu-4 · Tu-14 · Tu-16 · Tu-20 · Tu-22 · Tu-22M · Tu-26 · Tu-95 · Tu-126 · Tu-160

Gevechtsvliegtuigen: R-6 · Tu-28 · Tu-128  —  Verkenningsvliegtuigen: Tu-95 · Tu-142

Verkeersvliegtuigen: Tu-104 · Tu-114 · Tu-124 · Tu-134 · Tu-144 · Tu-154 · Tu-204 · Tu-214 · Tu-244 · Tu-334 · Tu-444

Overig/Experimenteel: ANT-1 · ANT-2 · ANT-4 · ANT-7 · ANT-16 · ANT-20 · ANT-58 · ANT-103 · Tu-70 · Tu-72 · Tu-75 · Tu-80 · Tu-85 · Tu-91 · Tu-96 · Tu-98 · Tu-102 · Tu-105 · Tu-107 · Tu-110 · Tu-116 · Tu-119 · Tu-125 · Tu-155 · Tu-156 · Tu-206 · Tu-216